# Bỏng hóa học
Bỏng hóa học xảy ra khi mô sống tiếp xúc với chất ăn mòn như acid mạnh hoặc base. Bỏng hóa học tuân theo phân loại bỏng tiêu chuẩn và có thể gây tổn thương mô rộng. Các loại chính của các sản phẩm gây kích ứng và/hoặc ăn mòn là: acid, base, chất oxy hóa/chất khử, dung môi và chất kiềm. Ngoài ra, bỏng hóa chất có thể được gây ra bởi một số loại vũ khí hóa học, ví dụ như các chất gây nghiện như khí mù tạt và Lewisite, hoặc mề đay như phosgene oxime.
Bỏng hóa chất có thể:
- không cần nguồn nhiệt
- xảy ra ngay lập tức khi tiếp xúc,
- không thấy được hoặc đáng chú ý ngay lập tức,
- vô cùng đau đớn,
- khuếch tán vào mô và làm hỏng cấu trúc tế bào dưới da mà không gây tổn thương rõ ràng ngay trên bề mặt da.

## Triệu chứng
Các triệu chứng chính xác của bỏng hóa chất phụ thuộc vào hóa chất liên quan. Các triệu chứng bao gồm ngứa, tẩy hoặc làm sạm da, cảm giác nóng rát, khó thở, ho ra máu và/hoặc hoại tử mô. Các nguồn bỏng hóa học phổ biến bao gồm acid sulfuric (H2SO4), acid hydrochloric (HCl), natri hydroxide (NaOH), vôi sống (CaO), bạc nitrat (AgNO3) và hydro peroxide (H2O2). Tác dụng phụ thuộc vào chất; hydro peroxide làm tuột một lớp da bị tẩy trắng, trong khi acid nitric gây ra sự thay đổi màu sắc đặc trưng thành màu vàng trên da, và bạc nitrat tạo ra các vết đen đáng chú ý. Bỏng hóa học có thể xảy ra thông qua tiếp xúc trực tiếp trên bề mặt cơ thể, bao gồm cả da và mắt, qua đường hô hấp và/hoặc khi uống. Các chất lipophilic khuếch tán hiệu quả trong mô người, ví dụ, acid hydrofluoric, mù tạt lưu huỳnh và dimethyl sulfat, có thể không phản ứng ngay lập tức, nhưng thay vào đó tạo ra vết bỏng và viêm sau nhiều giờ tiếp xúc. Chế tạo hóa học, khai thác, y học và các lĩnh vực chuyên môn liên quan là những ví dụ về nghề nghiệp có thể xảy ra bỏng hóa chất. Acid hydrofluoric thấm vào máu và phản ứng với calci và magnesi, và muối thu được có thể gây ngừng tim sau khi ăn qua da.